# Ernst Marcus (zoolog)
Ernst Gustav Gotthelf Marcus, född 8 juni 1893 i Berlin, Tyskland, död 30 juni 1968 i São Paulo, Brasilien, var en tysk zoolog.
Auktorsnamnet Er. Marcus kan användas för Ernst Marcus (zoolog) i samband med ett vetenskapligt namn inom zoologin; se Wikipedia-artiklar som länkar till auktorsnamnet.

## Verk (i urval)
- Marcus, Ernst (1920). ”Notizen über einiges Material mariner Bryozoen des Berliner Zoologischen Museums”. Sitzungsberichte der Gesellschaft Naturforschender Freunde zu Berlin 7:  sid. 255–284.
- Marcus, Ernst (1921). ”Über die Verbreitung der Meeresbryozoen”. Zoologischer Anzeiger (Leipzig) 53 (9–10):  sid. 205–221.
- Marcus, Ernst (1923). ”Hydrostatik bei Meeresbryozoen”. Verhandlungen der Deutschen Zoologischen Gesellschaft (Leipzig) 29:  sid. 39–41.
- Marcus, Ernst (1924). ”Zur vergleichenden Embryologie der Bryozoen”. Mitteilungen aus dem Zoologischen Museum in Berlin 11 (1):  sid. 157–166.
- Marcus, Ernst (1925). ”Zum Polymorphismus der Bryozoen”. Verhandlungen der Deutschen Zoologischen Gesellschaft (Leipzig) 30:  sid. 152–159.
- Marcus, Ernst (1936). ”Sobre alguns phenomenos da vida dos Bryozoarios Marinhos”. Arquivos do Instituto Biológico, São Paulo 7:  sid. 207–208.
- Marcus, Ernst (1937–1939). ”Bryozoarios marinhos brasileiros”. Boletim da Faculdade de Filosofia, Ciências e Letras da Universidade de São Paulo. Série Zoologia 1–3.
- Marcus, Ernst (1945). ”Sobre Catenulida Brasileiros”. Boletim da Faculdade de Filosofia, Ciências e Letras da Universidade de São Paulo. Série Zoologia 10:  sid. 3–133.
- Marcus, Ernst (1947–1952). ”Turbellaria Brasileiros”. Boletim da Faculdade de Filosofia, Ciências e Letras da Universidade de São Paulo. Série Zoologia 12–17.
- Marcus, Ernst (1955). ”Opisthobranchia from Brazil”. Boletim da Faculdade de Filosofia, Ciências e Letras da Universidade de São Paulo. Série Zoologia 20:  sid. 89–261.